# District de Tongchuan
Le district de Tongchuan (通川区 ; pinyin : Tōngchuān Qū) est une subdivision administrative de la province du Sichuan en Chine. Il est placé sous la juridiction de la ville-préfecture de Dazhou.